# Honor X9
Honor X9 та Honor X9 5G — смартфони середнього рівня, розроблені компанією Honor, що входять у серію «X». Honor X9 був представлений 31 березня 2022 року, а X9 5G — 29 березня тогож року. Головною відмінністю смартфонів є більш потужний процесор з підтримкою 5G і більша частота оновлення дисплею в Honor X9 5G та ультраширококутний модуль камери в X9.
В Китаї Honor X9 5G був представлений як Honor X30. Також на деяких інших ринках він продається під назвою Honor Magic4 Lite.

## Дизайн
Екран виконаний зі скла. Корпус виконаний з глянцевого пластику у синьому кольорі та матового у всіх інших кольорах.
Дизайн нагадує лінійку Honor Magic4.
Знизу розміщені роз'єм USB-C, динамік, мікрофон та слот під 2 SIM-картки. Зверху розташований другий мікрофон. З правого боку розміщені кнопки регулювання гучності та кнопка блокування смартфона, в яку вбудований сканер відбитків пальців.
Honor X9, X9 5G та Magic4 Lite продаються в 3 кольорах: чорному (Midnight Black), сріблястому (Titanium Silver) та синьому (Ocean Blue).
В Китаї Honor X30 продається в 5 кольорах: чорному (Midnight Black), сріблястому (Titanium Silver), сріблястому з глянцевим кільцем навколо камери (Titanium Silver (Star Ring Edition)), синьому (Ocean Blue) та золотому (Dawn Gold).

## Технічні характеристики

### Платформа
Honor X9 отримав процесор Qualcomm Snapdragon 680 та графічний процесор Adreno 610.
Всі інші моделі отримали процесор Qualcomm Snapdragon 695 та графічний процесор Adreno 619.

### Батарея
Батарея отримала об'єм 4800 мА·год та підтримку 66-ватної швидкої зарядки.

### Камери
Honor X9 отримав основну квадрокамеру 64 Мп, f/1.8 (ширококутний) з фазовим автофокусом + 8 Мп, f/2.2 (ультраширококутний) + 2 Мп, f/2.4 (макро) + 2 Мп, f/2.4 (сенсор глибини).
Всі інші моделі отримали основну потрійну камеру 48 Мп, f/1.8 (ширококутний) з фазовим автофокусом + 2 Мп, f/2.4 (макро) + 2 Мп, f/2.4 (сенсор глибини).
Фронтальна камера отримала всіх моделей отримала роздільність 16 Мп, світлосилу f/2.5 (ширококутний). Основна та фронтальна камера всіх моделей має здатність запису відео в роздільній здатності 1080p@30fps.

### Екран
Екран IPS LCD, 6.81", FullHD+ (2388 × 1080) зі щільністю пікселів 385 ppi, співвідношенням сторін 19.9:9 та круглим вирізом під фронтальну камеру, що розміщений зверзу в центрі. Honor X9 отримав частоту оновлення дисплею 90 Гц, а інші моделі — 120 Гц.

### Пам'ять
Honor X9 та X9 5G продаються в комплектації 8/128 ГБ.
Honor X30 продається в комплектаціях 6/128, 8/128, 8/256 та 12/256 ГБ.
Honor Magic4 Lite продається в комплектаціях 6/128 та 8/128 ГБ.

### Програмне забезпечення
Смартфони були випущені на Magic UI 4.2 на базі Android 11. Honor X30 призначений виключно для ринку Китаю, тож у нього відсутні сервіси Google Play, а на інших моделях — присутні.